# Richecourt
Richecourt ist eine französische Gemeinde mit 56 Einwohnern (Stand: 1. Januar 2022) im Département Meuse in der Region Grand Est (bis 2015 Lothringen). Sie gehört zum Arrondissement Commercy und zum Kanton Saint-Mihiel. Die Einwohner werden Richecourtois genannt.

## Geografie
Richecourt liegt etwa 42 Kilometer südsüdöstlich von Verdun an der Grenze zum Département Meurthe-et-Moselle. Das Gemeindegebiet ist Teil des Regionalen Naturparks Lothringen. Zur Gemeinde zählt eine verzweigte Halbinsel im Lac de Madine. Umgeben wird Richecourt von den Nachbargemeinden Nonsard-Lamarche im Norden, Pannes im Nordosten, Lahayville im Osten, Seicheprey im Südosten, Xivray-et-Marvoisin im Süden und Südwesten, Montsec im Westen sowie Buxières-sous-les-Côtes im Nordwesten.

## Bevölkerungsentwicklung
| Jahr                       | 1962 | 1968 | 1975 | 1982 | 1990 | 1999 | 2006 | 2011 | 2019 |
| Einwohner                  | 54   | 60   | 58   | 63   | 58   | 43   | 59   | 64   | 58   |
| Quellen: Cassini und INSEE |      |      |      |      |      |      |      |      |      |

## Sehenswürdigkeiten
- Kirche Saint-Georges, 1930 erbaut
- Gefallenendenkmal (1914–1918)

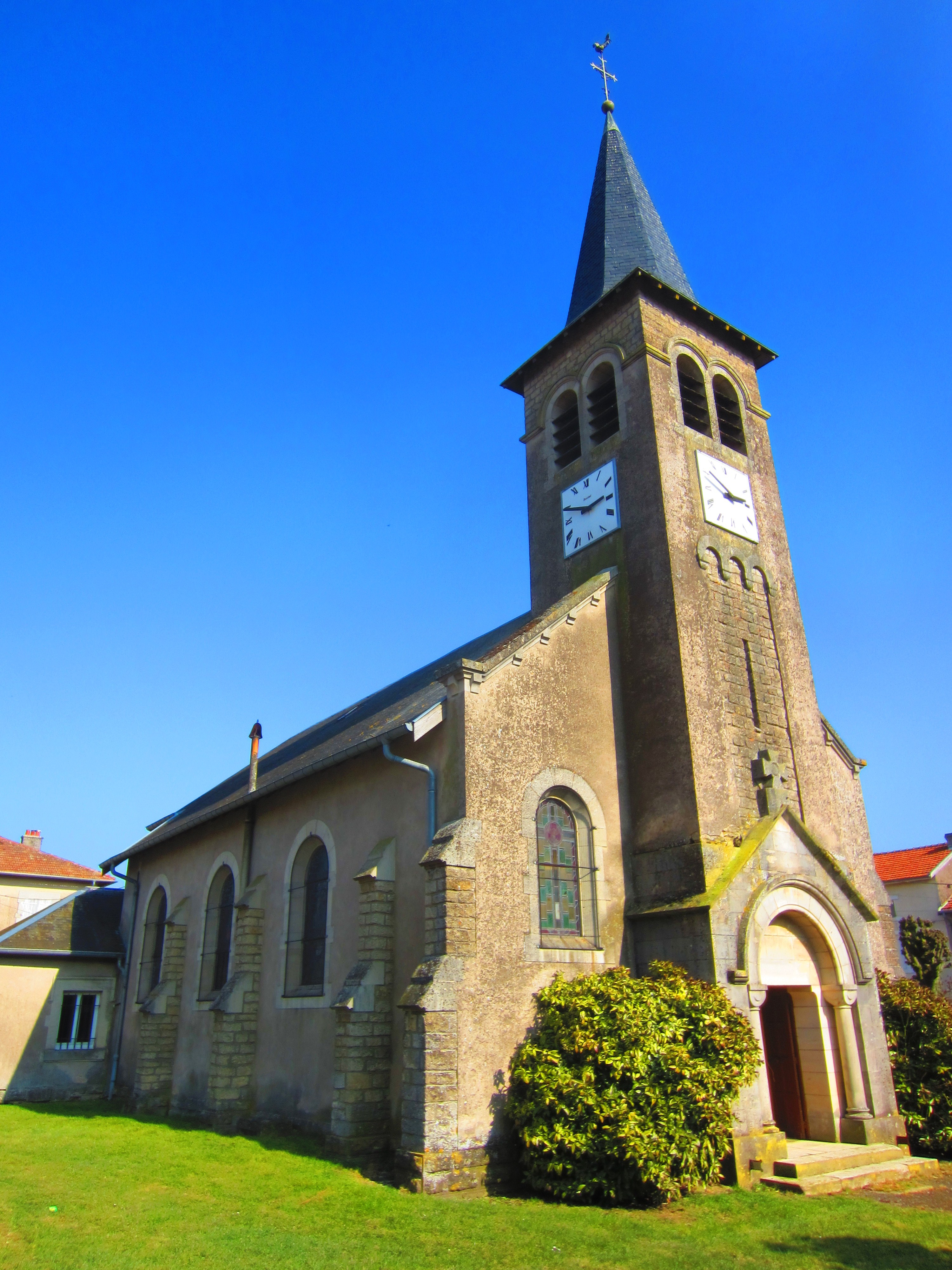
Kirche Saint-Georges
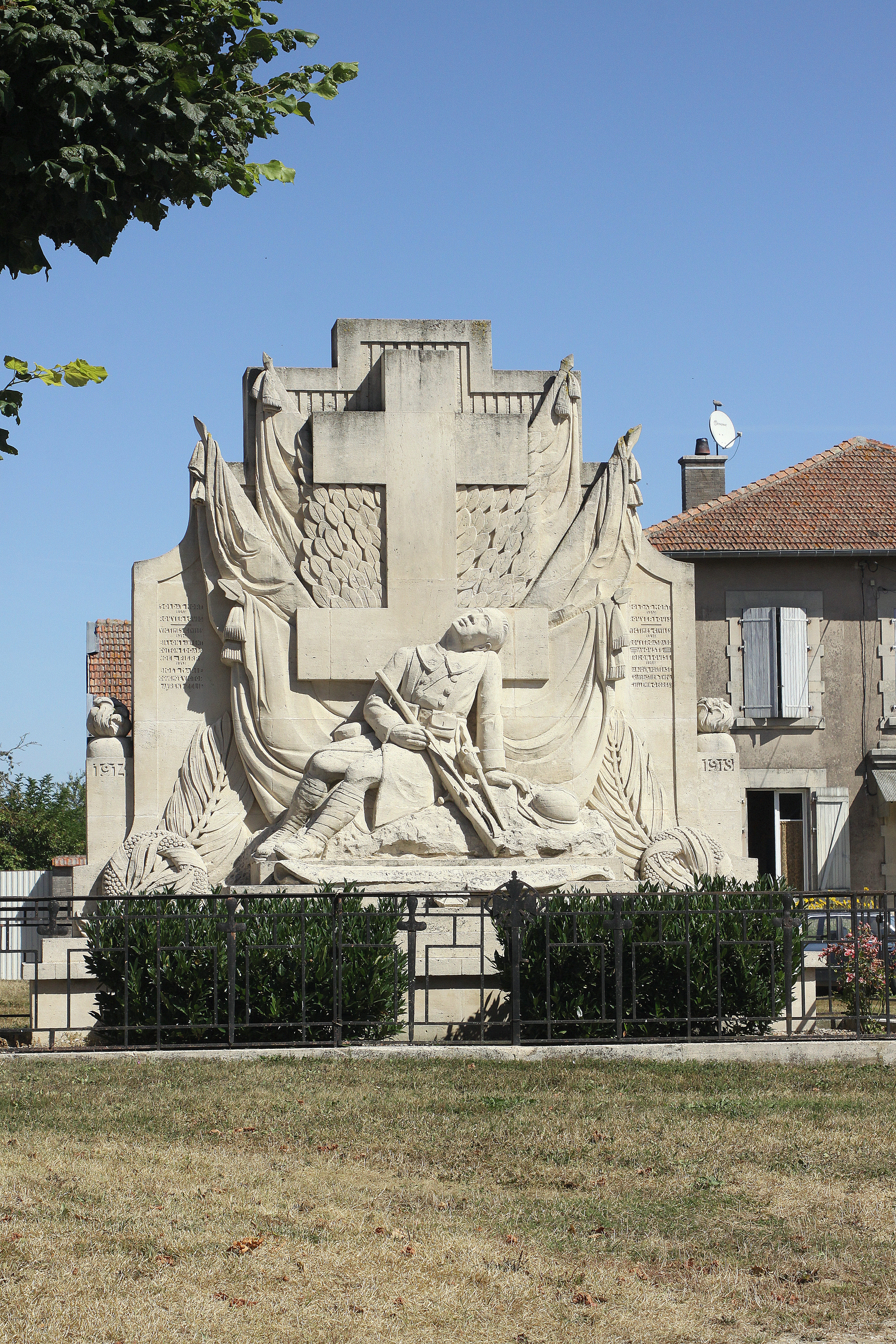
Gefallenendenkmal